# Ås
Ås este o comună din provincia Akershus, Norvegia.

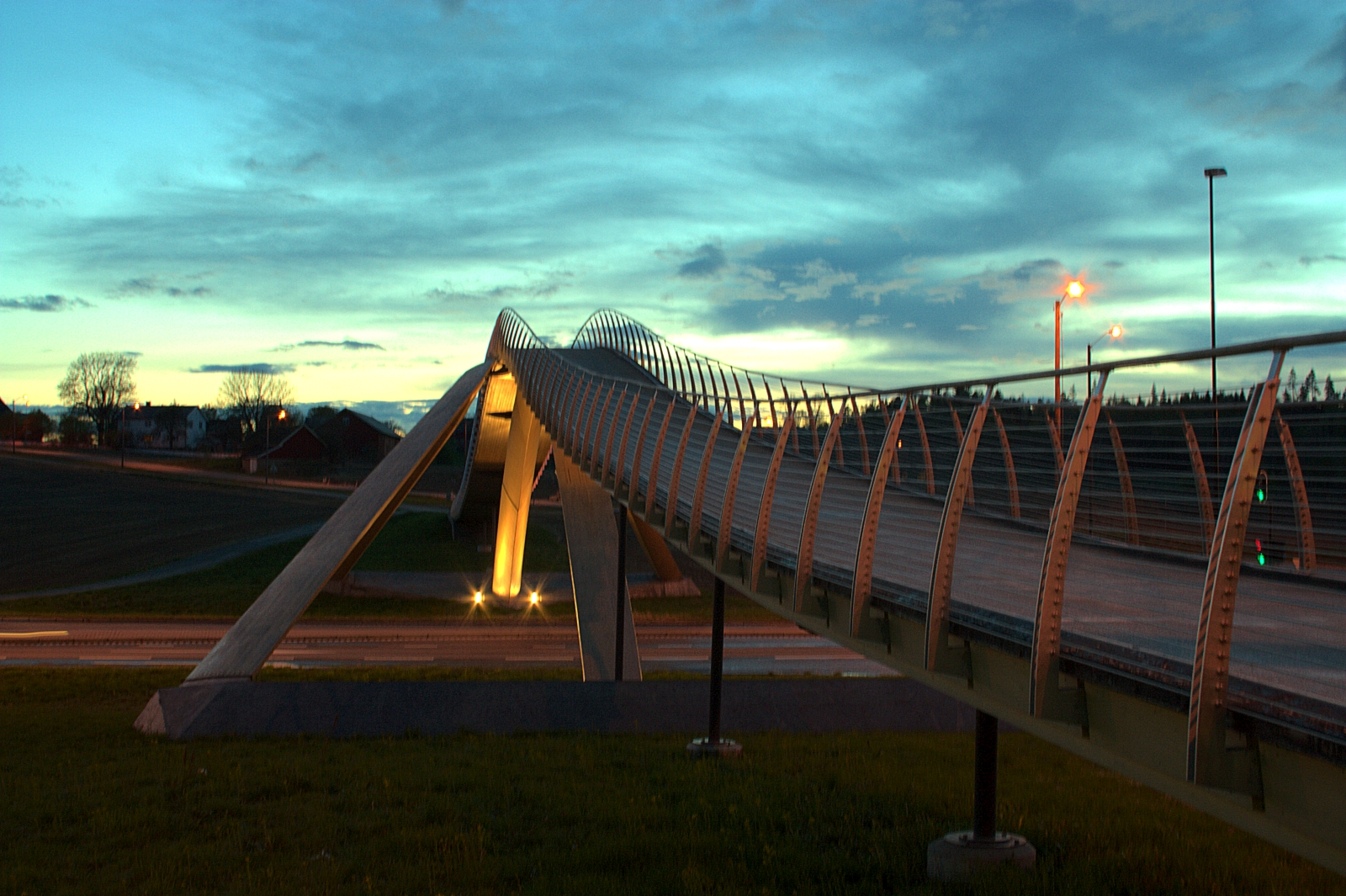
Podul Leonardo da Vinci